# Hexatoma (Eriocera) atra
Hexatoma (Eriocera) atra is een tweevleugelige uit de familie steltmuggen (Limoniidae). De soort komt voor in het Australaziatisch gebied.